# Einweging
Einweging ist ein Gemeindeteil der Gemeinde Kollnburg im niederbayerischen Landkreis Regen.

## Lage
Das Dorf Einweging liegt etwa vier Kilometer südöstlich von Kollnburg etwas nördlich von Allersdorf an der Kreisstraße REG 14.

## Geschichte
Der ursprüngliche Hof wurde sehr wahrscheinlich von dem um 1160 erwähnten Schergen Einwic angelegt. Noch im 14. Jahrhundert hieß der Ort Ainwe(i)gshof. Das Gut in Einweging gehörte dem Landesherrn und wurde 1318 mit anderen Gütern von den bayerischen Herzögen Heinrich  XIV., Otto IV. und Heinrich  XV. an die  Degenberger verpfändet.
Einweging unterstand der Herrschaft Altnußberg-Linden, später gehörte es zur Hauptmannschaft Frankenried des Pfleggerichtes Linden und bestand 1752 aus zwei Anwesen. Bei der Gemeindebildung kam Einweging 1818 zur Gemeinde Allersdorf. Die Schule der Gemeinde befand sich in Einweging. Im Zuge der Gebietsreform in Bayern gelangte es mit der Gemeinde Allersdorf am 1. Mai 1978 zur Gemeinde Kollnburg.

## Sehenswürdigkeiten
- Muttergotteskapelle, um 1900 errichtet und 1923 zur Schulmesskapelle erweitert, in der Liste der Baudenkmäler in Kollnburg als Baudenkmal aufgeführt.

Kirchlich gehört Einweging zur Pfarrei Kirchaitnach.

## Einrichtungen
- Freibad Einweging

## Vereine
- Förderverein Bad Einweging e. V.
- Schützenverein „D’Mehlbachtaler Einweging“. Er wurde am 3. Dezember 1970 im Gasthaus Schaupp-Fischer in Einweging gegründet.